# Kunming Open 2016
Die Kunming Open 2016 waren ein Tennisturnier des ITF Women’s Circuit 2016 für Damen und ein Tennisturnier der ATP Challenger Tour 2016 für Herren in Anning (Kunming). Beide Turniere fanden zeitgleich vom 25. April bis 1. Mai 2016 statt.